# Galibri & Mavik
«Galibri & Mavik» — российский музыкальный дуэт, созданный в 2020 году Евгением Трухиным (Galibri) и Александром Фоменковым (Mavik), и исполняющий песни в жанре современной поп-музыки.

## История
До создания Galibri & Mavik, участники дуэта писали песни для других популярных исполнителей. Трухин является соавтором песни «Краш» для Клавы Коки и Niletto, «#некорона» для Vavan & Ноггано. Фоменков и Трухин вместе работали над треком «Ягода малинка» для Хабиба. В 2000-х годах Фоменков был солистом группы «Дыши» и одним из авторов их хита «Взгляни на небо».
В 2020 году музыканты объединились в проекте Galibri & Mavik. Первым релизом стал сингл «Две реки».
Широкую известность коллектив приобрёл в 2021 году после выпуска песни «Федерико Феллини». Трек несколько недель занимал первые строчки в чартах Яндекс.Музыка, СберЗвук, ОК, Shazam в России, входил в десятку в чартах VK Музыка, Spotify, Deezer, Apple Music, iTunes в России, также занимал высокие места в чартах Белоруссии, Украины и Киргизии, вошёл в Топ-30 треков 2021 года по итогам VK Музыка. Клип на песню «Федерико Феллини» набрал более 156 миллионов просмотров на YouTube. В TikTok под песню «Федерико Феллини» снято более 400 тысяч роликов.
Затем в 2021 году последовали синглы «Босоногая», «Дискотанцы» (совместно с Хабибом), «Карнавал».
В 2022 году дуэт выпустил синглы «Лампочки», «Чак Норрис», «Сказочный десант» (с Vavanом), «Медляк» (с Анет Сай), «Прощай, Алёшка».
Песни дуэта ротируются на всех крупных радиостанциях.
Под шуточным псевдонимом Galibri e Mavini, музыканты были участниками новогоднего шоу «Ciao, 2021!» от авторов «Вечернего Урганта» на «Первом канале». Также участвовали в «Новогоднем голубом огоньке 2022» на телеканале «Россия-1», «Главном новогоднем концерте», где исполнили «Федерико Феллини» вместе с «Хором Турецкого», выступали на вручении премии «Жара Media Awards 2022» и других крупных концертах.
В 2023 году были выпущены синглы «Мама, я хулиган», «Стивен Сигал», «Ой, красавица» (с Bittuev) и «Взгляни на небо».
22 ноября 2023 года вышел документальный фильм «Galibri и Mavik: миллионеры из хрущоб».
В 2024 году Galibri & Mavik выпустили треки «Взгляни на небо» (DJ Dimixer Remix), «Лампочки 2.0», «Ромашки», «Крошка моя» (трибьют «Руки Вверх!»). Также вышли клипы «Взгляни на небо» и «Ромашки».

## Сольные проекты
В мае 2024 года Mavik выпустил сольный трек «Императрица», клип на него, а позже — ремикс на песню.
В тоже время Galibri выпустил совместный трек с артистом Vavan «Тишка».

## Дискография

### Синглы
| Год  | Название                                  | Высшие позиции в радиочартах | Высшие позиции в радиочартах | Высшие позиции в радиочартах | Высшие позиции в интернет-чартах | Высшие позиции в интернет-чартах | Высшие позиции в интернет-чартах | Высшие позиции в интернет-чартах | Высшие позиции в интернет-чартах | Высшие позиции в интернет-чартах | Высшие позиции в интернет-чартах | Высшие позиции в интернет-чартах |
| Год  | Название                                  | Top Radio & YouTube Hits     | Top Radio Hits               | Top YouTube Hits             | VK Музыка                        | Яндекс. Музыка                   | ОК                               | Сбер Звук                        | Spotify                          | Apple Music                      | Shazam                           | Deezer                           |
| ---- | ----------------------------------------- | ---------------------------- | ---------------------------- | ---------------------------- | -------------------------------- | -------------------------------- | -------------------------------- | -------------------------------- | -------------------------------- | -------------------------------- | -------------------------------- | -------------------------------- |
| 2020 | «Две реки»                                | —                            | —                            | —                            | —                                | —                                | —                                | —                                | —                                | —                                | —                                | —                                |
| 2021 | «Федерико Феллини»                        | 5                            | 42                           | 2                            | 8                                | 1                                | 1                                | 1                                | 4                                | н/д                              | 1                                | 4                                |
| 2021 | «Босоногая»                               | —                            | —                            | —                            | —                                | —                                | —                                | —                                | —                                | —                                | —                                | —                                |
| 2021 | «Дискотанцы» (совместно с Хабибом)        | 57                           | 437                          | 7                            | —                                | —                                | —                                | —                                | —                                | —                                | —                                | —                                |
| 2021 | «Карнавал»                                | 998                          | —                            | —                            | —                                | —                                | —                                | —                                | —                                | —                                | —                                | —                                |
| 2022 | «Лампочки»                                | 106                          | 155                          | 67                           | —                                | —                                | —                                | —                                | —                                | —                                | —                                | —                                |
| 2022 | «Чак Норрис»                              | 32                           | 174                          | 9                            | —                                | —                                | —                                | —                                | —                                | —                                | —                                | —                                |
| 2022 | «Сказочный десант» (совместно с Vavan'ом) | 521                          | 713                          | —                            | —                                | —                                | —                                | —                                | —                                | —                                | —                                | —                                |
| 2022 | «Медляк» (совместно с Анет Сай)           | 92                           | 212                          | 64                           | —                                | —                                | —                                | —                                | —                                | —                                | —                                | —                                |
| 2022 | «Прощай, Алёшка»                          | 109                          | 153                          | 87                           | —                                | —                                | —                                | —                                | —                                | —                                | 12                               | —                                |
| 2023 | «Мама, я хулиган»                         | —                            | 261                          | —                            | —                                | —                                | —                                | —                                | —                                | —                                | —                                | —                                |
| 2023 | «Стивен Сигал»                            | —                            | —                            | —                            | —                                | —                                | —                                | —                                | —                                | —                                | —                                | —                                |
| 2023 | «Ой, красавица» (совместно с Bittuev)     | —                            | 673                          | —                            | —                                | —                                | —                                | 17                               | —                                | —                                | —                                | —                                |
| 2023 | «Всё будет хорошо» (Митя Фомин cover)     | —                            | 980                          | —                            | —                                | —                                | —                                | —                                | —                                | —                                | —                                | —                                |
| 2023 | «Взгляни на небо» («Дыши» cover)          | —                            | 209                          | 4                            | —                                | —                                | —                                | 2                                | —                                | —                                | 18                               | —                                |
| 2024 | «Взгляни на небо» (DJ Dimixer Remix)      | —                            | —                            | —                            | —                                | —                                | —                                | —                                | —                                | —                                | —                                | —                                |
| 2024 | «Лампочки 2.0»                            | —                            | —                            | —                            | —                                | —                                | —                                | —                                | —                                | —                                | —                                | —                                |
| 2024 | «Ромашки»                                 | —                            | —                            | 5                            | —                                | —                                | —                                | —                                | —                                | —                                | —                                | —                                |
| 2024 | «Крошка моя» (трибьют «Руки Вверх!»)      | —                            | —                            | —                            | —                                | —                                | —                                | —                                | —                                | —                                | —                                | —                                |

## Клипы
| Год  | Клип                               | Режиссёр                          |
| ---- | ---------------------------------- | --------------------------------- |
| 2021 | «Федерико Феллини»                 | Эльвин Фомин и Кристина Мар       |
| 2021 | «Дискотанцы» (совместно с Хабибом) | Эльвин Фомин                      |
| 2022 | «Чак Норрис»                       | Эльвин Фомин                      |
| 2022 | «Лампочки»                         | Эльвин Фомин                      |
| 2022 | «Прощай, Алёшка»                   | Эльвин Фомин и Александра Чистова |
| 2023 | «Стивен Сигал»                     | Эльвин Фомин                      |
| 2023 | «Ой, красавица»                    | не указан                         |
| 2024 | «Взгляни на небо»                  | Эльвин Фомин                      |
| 2024 | «Ромашки»                          | Эльвин Фомин                      |

### Сольные проекты
| Год  | Клип                    | Режиссёр                    |
| ---- | ----------------------- | --------------------------- |
| 2024 | Mavik «Императрица»     | Эльвин Фомин                |
| 2024 | Galibri и Vavan «Тишка» | Денис Рекало и Андрей Жуков |

## Награды и номинации
Награды
- 2022 — премия «ZD Awards 2021» в номинации «Прорыв года»[49][50]
- 2022 — дипломы фестиваля «Песня года» за песню «Чак Норрис» и авторство песни Хабиба «Грустинка»[51]
- 2022 — диплом фестиваля «Новая Песня года» за песню «Чак Норрис»[52]
- 2024 — Премия «Дай пять!» в номинации «Любимая музыкальная группа»[53]

Номинации
- 2022 — Номинация на премию «Новое Радио Awards» в категории «Прорыв года»[54]
- 2022 — Номинация на премию «Жара Media Awards» в категории «TikTok звук»[55]
- 2022 — Номинация на премию «Жара Music Awards» в категории «Интернет-хит»[56]
- 2023 — Номинация на премию «Новое Радио Awards» в категории «Лучшая группа»[54]
- 2023 — Номинация на премию «Жара Music Awards» в категории «Лучшая группа»[57]
- 2023 — Номинация на премию «Жара Music Awards» в категории «Интернет-хит»[57]
- 2023 — Номинация на премию «Жара Music Awards» в категории «Хитмейкер»[57]
- 2024 — Жара Music Awards в номинации «Группа года»
- 2024 — Премия RU.TV 2024 в номинации «Лучшая группа»[58]
- 2024 — Премия RU.TV 2024 в номинации «Лучший кавер / ремейк»